# جو إلينغتون
جو إلينغتون هو سياسي أمريكي، ولد في 12 مايو 1959 في فلاشينغ ‏ في الولايات المتحدة. نشط حزبياً في الحزب الجمهوري.